# Anciens Abattoirs de Mons

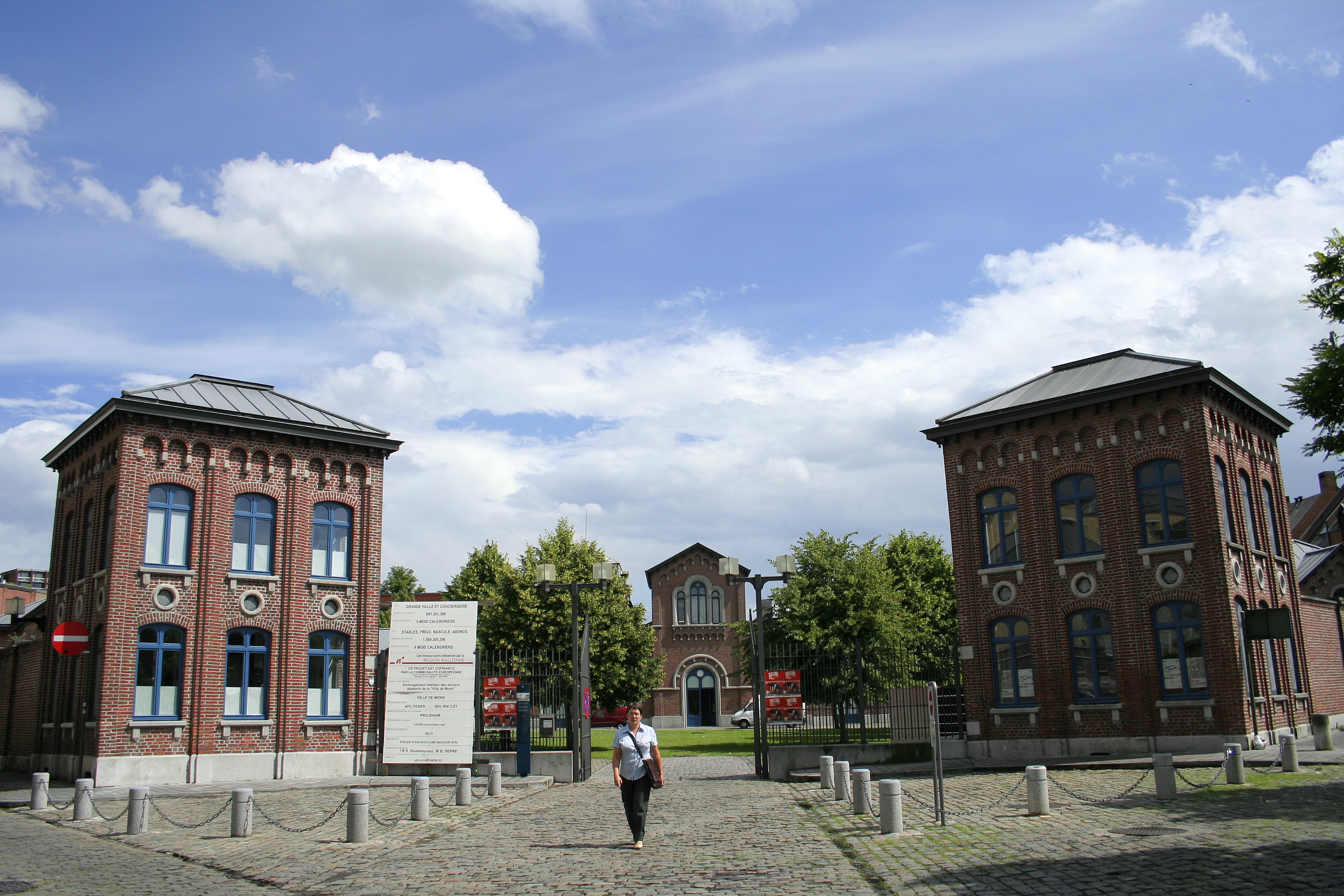
Les Anciens Abattoirs de Mons (Belgique), lieu de patrimoine pour l'art contemporain.

Les abattoirs de Mons (Belgique) furent construits en 1855 le long d'une rivière nommée la Trouille. À cette époque, on y trouvait des réservoirs à poissons et le quartier était appelé Quartier de la pêcherie avant de porter le nom de Quartier du Grand Trou Oudart en l'honneur d’une famille de pêcheurs. Le bâtiment fut classé en 1985 et ouvert au public en 2006 après rénovation. Il reçut alors le nom d'Anciens Abattoirs et est depuis lors un lieu de patrimoine pour l'art contemporain. Il accueille tout au long de l'année des manifestations ainsi que des expositions temporaires essentiellement consacrées à la création plastique contemporaine. Le site est divisé en trois parties :
- la Grande Halle, qui accueille les expositions temporaires, s’étend sur un seul niveau de 70 mètres de long sur 10 mètres de large ;
- l’Étable, qui abrite l'asbl World Craft Council Belgique Francophone, est consacrée aux arts appliqués et présente l’artisanat de création sous toutes ses formes (céramique, bijoux, verre, luminaires…) ;
- le Frigo, composé d’un espace de restauration et d’un autre consacré aux Cultures digitales et sonores, est géré par le Centre interdisciplinaire des cultures numériques et sonores Transcultures (c'est également le siège du Festival International des Arts Sonores City Sonic).